# Tom Dodd-Noble

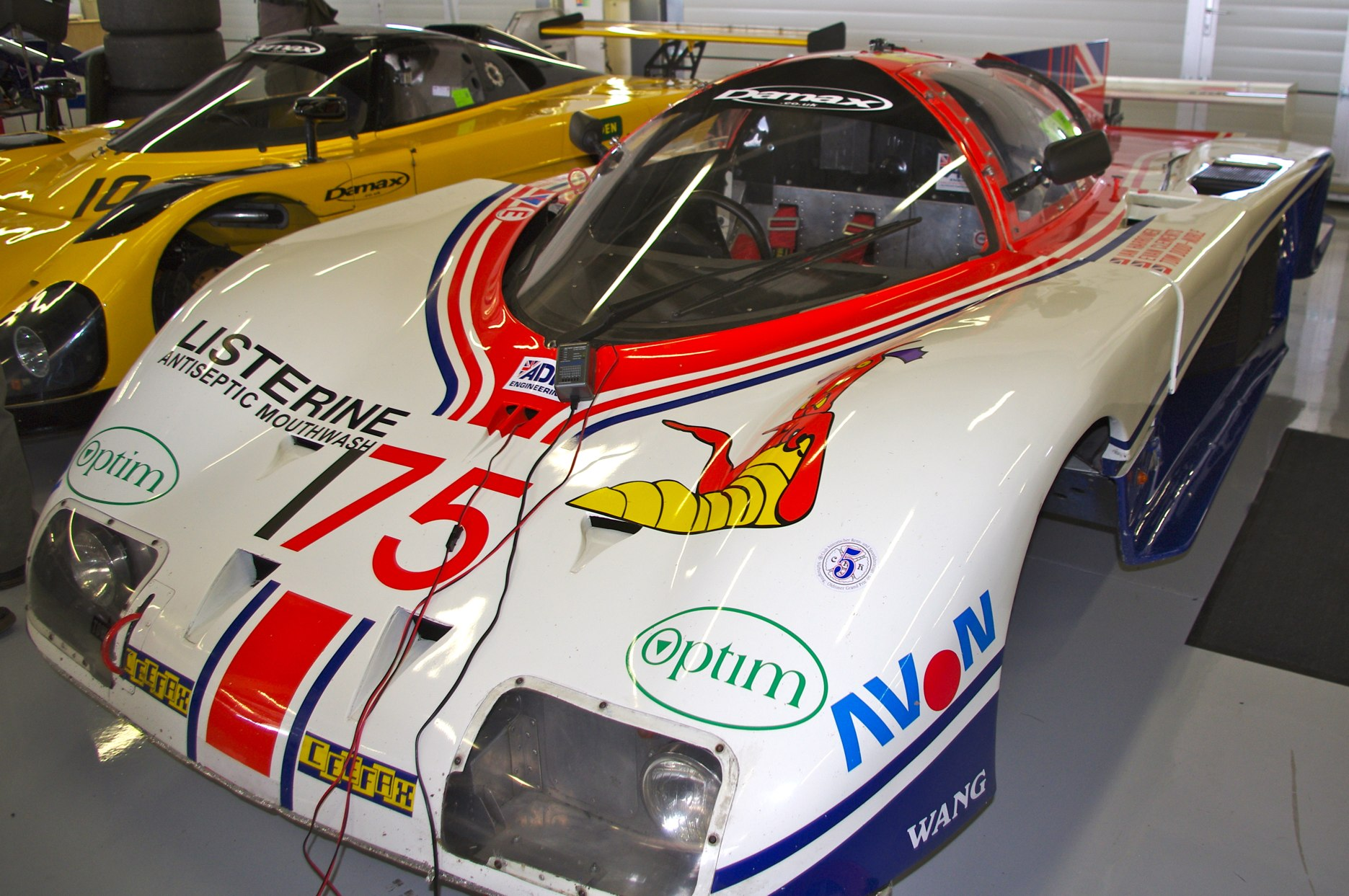
Der von Tom Dodd-Noble gefahrene Gebhardt JC843

Thomas Anthony „Tom“ Dodd-Noble (* 17. Februar 1955 in Great Dunmow) ist ein britischer Unternehmer und ehemaliger Autorennfahrer.

## Karriere als Rennfahrer
Tom Dodd-Noble war in den 1980er-Jahren als Touren- und Sportwagenpilot aktiv. 1983 bestritt er eine komplette Saison in der Britischen-Tourenwagen-Meisterschaft und siegte im selben Jahr bei einem Wertungslauf der Thundersports-Serie in Brands Hatch.
Viermal war er beim 24-Stunden-Rennen von Le Mans am Start. Die beste Platzierung erreichte er 1986, als er gemeinsam mit Ian Harrower und Evan Clements auf einem Gebhardt JC843 den achten Rang im Gesamtklassement und den Sieg in der C2-Klasse erreichte.

## Unternehmer
1996 gründete Tom-Dodd-Noble Data Interconnect, ein Unternehmen das Software für Kassensysteme und Zahlungsverkehr anbietet.

## Statistik

### Le-Mans-Ergebnisse
| Jahr | Team               | Fahrzeug       | Teamkollege   | Teamkollege       | Platzierung            | Ausfallgrund    |
| ---- | ------------------ | -------------- | ------------- | ----------------- | ---------------------- | --------------- |
| 1986 | ADA Engineering    | Gebhardt JC843 | Ian Harrower  | Evan Clements     | Rang 8 und Klassensieg |                 |
| 1987 | Charles Ivy Racing | Tiga GC287     | John Cooper   | Max Cohen-Olivar  | Ausfall                | Kurbelwelle     |
| 1988 | Team Davey         | Tiga GC88      | Tim Lee-Davey |                   | Ausfall                | Zündungsschaden |
| 1989 | Team Davey         | Porsche 962C   | Tim Lee-Davey | Katsunori Iketani | Rang 15                |                 |

### Einzelergebnisse in der Sportwagen-Weltmeisterschaft
| Saison | Team                       | Rennwagen                    | 1   | 2   | 3   | 4   | 5   | 6   | 7   | 8   | 9   | 10  | 11  | 12  | 13  | 14  | 15  |
| ------ | -------------------------- | ---------------------------- | --- | --- | --- | --- | --- | --- | --- | --- | --- | --- | --- | --- | --- | --- | --- |
| 1981   | Holmann Blackburn          | Ford Capri                   | DAY | SEB | MUG | MON | RIV | SIL | NÜR | LEM | PER | DAY | WAT | SPA | MOS | ROA | BRH |
| 1981   | Holmann Blackburn          | Ford Capri                   |     |     |     |     |     |     |     |     | DNF |     |     |     |     |     |     |
| 1984   | ADA Engineering            | ADA 01                       | MON | SIL | LEM | NÜR | BRH | MOS | SPA | IMO | FUJ | KYA | SAN |     |     |     |     |
| 1984   | ADA Engineering            | ADA 01                       | 18  |     |     |     |     |     |     |     |     |     |     |     |     |     |     |
| 1986   | ADA Engineering            | Gebhardt JC843               | MON | SIL | LEM | NÜN | BRH | JER | NÜR | SPA | FUJ |     |     |     |     |     |     |
| 1986   | ADA Engineering            | Gebhardt JC843               | 8   |     |     |     |     |     |     |     |     |     |     |     |     |     |     |
| 1987   | Ivey Racing                | Tiga GC287                   | JAR | JER | MON | SIL | LEM | NÜN | BRH | NÜR | SPA | FUJ |     |     |     |     |     |
| 1987   | Ivey Racing                | Tiga GC287                   |     | DNF |     |     |     |     |     |     |     |     |     |     |     |     |     |
| 1988   | ADA Engineering Team Davey | ADA 03 Tiga GC88 Porsche 962 | JER | JAR | MON | SIL | LEM | BRÜ | BRH | NÜR | SPA | FUJ | SAN |     |     |     |     |
| 1988   | ADA Engineering Team Davey | ADA 03 Tiga GC88 Porsche 962 |     |     |     | DNF | DNF |     |     | DNF | 8   | DNF |     |     |     |     |     |